# (6985) 1994 UF2
A (6985) 1994 UF2 a Naprendszer kisbolygóövében található aszteroida. Ueda Szeidzsi és Kaneda Hirosi fedezte fel 1994. október 31-én.